# スキップカウズ
スキップカウズ（英語: SKIP COWS）は、日本のロックバンド。略称は「スキカウ」。

## 概要
1989年、ギターの遠藤、ベースの小川を中心に茨城県つくば市で母体となるバンド「少年倶楽部」を結成。地元のライブハウスを中心に活動。90年より東京に活動拠点を移す。ボーカル脱退をきっかけに共通の知り合いであったまだ高校生で「SO-ON」(そうおんと読む）というバンドでボーカルをしていた今泉が加入する。原宿ホコ天で知り合った、ザ・グルマルキンや、bignosemanなど都内ライブハウスを中心に活動を続ける。91年にはドラムに大賀志健太郎が加入し、バンド名を現在のスキップカウズに変更。同年にはバンドエクスプロージョン関東・甲信越大会で優秀賞を受賞し、バンドブームと重なり活動を進める。
その後千葉国民文化祭「ヤングミュージック フェスティバル」に出場。グランプリ受賞しその大会の特典としてシングルCD500枚を制作。また、93年には1stデモ・テープ「いいヤツ」を製作し、バンドが軌道に乗りかけてきたが、ドラムの大賀志が入院し95年に死去するという悲劇に見まわれる。この時に当時彼らと対バンしていた「エビス」というバンドのドラムの直井がサポートで参加、後に正式に加入することになる。一時は活動を休止していたが、直井が正式に加入して活動を再び本格化させる。その後2ndデモ・テープを製作。また、ジャパンオープン'96全国大会に出場し5曲入りのminiアルバムも製作するなど、インディーズシーンで地道に活動を続け、1997年2月、Sony Recordsから「赤い手」でメジャーデビュー。デビュー当時は"SKIP COWS"の英語表記だったが、98年11月にリリースした5thシングル「ハイチーズ」から"スキップカウズ"のカタカナ表記になる。

## メンバー
- 今泉泰幸（イマイズミ ヤスユキ）1971年7月12日生まれ、A型、千葉県出身。ボーカル。

ニックネームは「イマヤス」。スキップカウズの楽曲の作詞はすべて今泉が担当。
現在bayfmのON8にてイントロDJ、MOZAIKU NIGHT〜No.1 Music Factory〜の火曜日メインパーソナリティ、青森放送の土曜ワラッターの3本にレギュラー出演中。
過去に『スキップカウズイマヤスのオールナイトニッポン』として、1997年10月〜1998年9月の水曜1部を担当していたことがある。
- 遠藤肇（エンドウ ハジメ）1968年3月6日生まれ、B型、茨城県出身。ギター。

ニックネームは「リーダー」。
バンドのリーダーでありスキップカウズの楽曲のほとんどの作曲を担当している。
- 小川雄二（オガワ ユウジ）1968年2月12日生まれ AB型、茨城県出身。ベース。

ニックネームは「ユーヤン」。
- 直井茂雄（ナオイ シゲオ） 1971年12月29日生まれ、A型、東京都出身。ドラムス。

ニックネームは「シゲ」。

## ディスコグラフィー

### シングル
|      | 発売日         | タイトル                   | 規格品番  | 収録曲                                                                                           | 備考                                                                             |
| ---- | -------------- | -------------------------- | --------- | ------------------------------------------------------------------------------------------------ | -------------------------------------------------------------------------------- |
| 1st  | 1997年2月21日  | 赤い手                     | SRDL-4325 | 1. 赤い手 2. こんどあそぼうよ 3. 赤い手(バッキング・トラック)                                    | 1997.12.3 ジャケットのみリニューアルして再リリース オリコン有線チャート 最高26位 |
| 2nd  | 1997年5月1日   | 背筋                       | SRDL-4363 | 1. 背筋 2. ハッタリ 3. 背筋(バッキング・トラック)                                                |                                                                                  |
| 3rd  | 1997年10月1日  | そんなヤツ                 | SRCL-4055 | 1. そんなヤツ 2. 愛のはかりごと 3. チバスカ 4. 裏切りの歌                                        |                                                                                  |
| 4th  | 1998年7月18日  | カンチガイだった…          | SRDL-4551 | 1. カンチガイだった… 2. 陽のあたる場所へ 3. カンチガイだった…(バッキング・トラック)              |                                                                                  |
| 5th  | 1998年11月21日 | ハイチーズ                 | SRDL-4569 | 1. ハイチーズ 2. 8cm 3. ハイチーズ∞キャバレー'98∞(ガイド付きカラオケ)                            |                                                                                  |
| 6th  | 1999年1月21日  | 犬の目                     | SRCL-4446 | 1. 犬の目 2. ハダカ 3. 赤い手'99                                                                 |                                                                                  |
| 7th  | 1999年8月25日  | 返事はいらない             | SRCL-4542 | 1. 返事はいらない 2. たばこ                                                                      |                                                                                  |
| 8th  | 2001年9月19日  | あすなろ/オンリー・ユー    | BECA-1103 | 1. あすなろ 2. オンリー・ユー 3. 何時?のあなた                                                   |                                                                                  |
| 9th  | 2005年9月28日  | スルメ男                   | PWCM-3005 | 1. スルメ男 2. カンペキ 3. ラヴユートーキョー                                                    |                                                                                  |
| 10th | 2006年2月22日  | 近くて遠い                 | PWCM-3007 | 1. 近くて遠い 2. バタアシ 3. さよならと嘘だろ                                                    |                                                                                  |
| 11th | 2007年4月18日  | 鎌ヶ谷大仏〜DIVE TO LOVE〜 | ASCM-6003 | 1. 鎌ヶ谷大仏-DIVE TO LOVE- 2. ロックンローラーMr.K.D. 3. 鎌ヶ谷大仏-DIVE TO LOVE-(Instrumental) | 千葉県内限定シングル                                                             |

### 配信限定シングル
|     | 発売日        | タイトル                         | 規格品番    | 備考                    |
| --- | ------------- | -------------------------------- | ----------- | ----------------------- |
| 1st | 2013年1月14日 | 想い出ガソリン                   | MJXS-000887 | デジタル音楽サイトMajix |
| 2nd | 2013年2月11日 | むきだしの心臓                   | MJXS-000886 | デジタル音楽サイトMajix |
| 3rd | 2013年3月10日 | バンド☆エイド                    | MJXS-000885 | デジタル音楽サイトMajix |
| 4th | 2014年5月11日 | 冬の怪獣                         |             | デジタル音楽サイトMajix |
| 5th | 2014年6月29日 | 余計なお世話                     |             | デジタル音楽サイトMajix |
| 6th | 2014年7月20日 | 僕は今更しなくていい途方に暮れる |             | デジタル音楽サイトMajix |
|     | 2023年4月22日 | 忘れよう                         |             |                         |
|     | 2023年6月3日  | ナマタマゲンスン                 |             |                         |

「バンド☆エイド」
チャンネル生回転TV Midnightザップ！ (BSスカパー)エンディングテーマ

### 参加作品
| 発売日         | タイトル                                        | 規格品番   | 収録曲          | 備考          |
| -------------- | ----------------------------------------------- | ---------- | --------------- | ------------- |
| 2003年11月19日 | a day/BLUE                                      | OCCA-1002  | 4. クエスチョン | Onion Records |
| 2004年06月30日 | NHK 天才てれびくんMAX MTK the 8th               | COCX-32781 | 3.カンペキ      | Columbia      |
| 2004年12月08日 | 802 HEAVY ROTATIONS 〜J-HITS COMPLETE '96-'99   | TOCT-25520 | DISC1-4.赤い手  | TOSHI EMI     |
| 2011年05月25日 | 「クローズ×WORST」 トリビュートソング・アルバム | AVCD-38248 | 6.俺            | avex trax     |

## タイアップ一覧
| 使用年         | 曲名             | タイアップ                                                                       |
| -------------- | ---------------- | -------------------------------------------------------------------------------- |
| SKIP COWS      |                  |                                                                                  |
| 1997年         | 赤い手           | 九州朝日放送『ドォーモ』2月エンディングテーマ                                    |
| 1997年         | 背筋             | よみうりテレビ『ココロは十八歳未満』エンディングテーマ                           |
| 1997年         | そんなヤツ       | TBS系『男3人ブラ珍クイズ旅』エンディングテーマ（1997年10月 - 12月）              |
| 1997年         | そんなヤツ       | ニッポン放送『オールナイトニッポン』1997年10月度エンディングテーマ               |
| 1997年         | 赤い手           | 広島テレビ『進め!スポーツ元気丸』エンディングテーマ（1997年11月 - 1998年3月）    |
| 1997年         | 赤い手           | 広島ホームテレビ『ゲレンデマジック』エンディングテーマ（1997年11月 - 1998年2月） |
| 1997年         | 赤い手           | SENDAI光のページェント イメージソング（1997年12月）                              |
| 1998年         | 赤い手           | テレビ神奈川（TVK）『ミュージックトマトJAPAN』1998年2・3月度テーマソング         |
| 1998年         | 陽のあたる場所へ | 九州朝日放送『'98高校野球中継』イメージソング                                    |
| スキップカウズ |                  |                                                                                  |
| 1998年         | ハイチーズ       | テレビ朝日系『リングの魂』オープニングテーマ（1998年10月 - 12月）                |
| 1999年         | 返事はいらない   | テレビ朝日系『ドキドキ世界大冒険』エンディングテーマ（1999年7月 - 9月）          |
| 2001年         | あすなろ         | エーザイ「チョコラBBフレッシュ」CMソング                                         |
| 2001年         | オンリー・ユー   | スズキ「ワゴンR RR」CMソング                                                     |
| 2005年         | スルメ男         | 朝日ニュースター・テレビ朝日系『KID'S NEWS』エンディングテーマ                   |
| 2007年         | 赤い手           | 映画『彩恋 SAI-REN』挿入歌                                                       |
| 2011年         | キリトリセン     | 漫画『クローズ WORST』公式ソング                                                 |
| 2011年         | 俺               | 漫画『クローズ WORST』公式ソング                                                 |

## ヘビーローテーション/パワープレイ

### テレビ
| 放送年 | 曲名   | ヘビーローテーション/パワープレイ         |
| ------ | ------ | ----------------------------------------- |
| 1997年 | 赤い手 | スペースシャワーTV 1997年2月度POWER PUSH! |

### ラジオ
| 放送年 | 曲名   | ラジオヘビーローテーション/パワープレイ                                     |
| ------ | ------ | --------------------------------------------------------------------------- |
| 1997年 | 赤い手 | FM802 1997年3月度ヘビーローテーション                                       |
| 1997年 | 背筋   | ABCラジオ『ABCミュージックパラダイス』1997年5月度ミューパライチ押しナンバー |

## 主なライブ
- 1997年08月15日 - ROCKだぜ!"DJかなぶんやプロデュースDAY"
- 2007年10月26日 - MINAMI WHEEL 2007
- 2009年08月09日 - スキップカウズ presents イマフェス 2009
w/テルスター
- 2010年08月22日 - スキップカウズpresents イマフェス 2010
w/東京60WATTS
- 2012年04月29日 - 昭和の日
- 2012年08月25日 - スキップカウズ presents イマフェス 2012
w/ドミンゴス/ネモトラボルタ/ワタナベフラワー/逆EDGE/Empty Black Box
- 2013年04月07日 - スキップカウズPresents W3(ワンダースリー) 2013年の春の再会SP
w/MAGUMI & THE BREATHLESS, SHOW-SKA
- 2013年08月24日 - イマフェス 2013
w/In the Soup/Empty Black Box/逆EDGE/竹森巧バンド/Chunky6/BAZRA/MARCO
- 2013年10月06日 - BURROW OPENING SPECIAL
- 2014年07月20日 - スキップカウズ結成25周年〜少年倶楽部+スキップカウズ=25〜
- 2015年03月07日 - スキップカウズpresents 若手とおっさん 〜young man and old guy〜
w/忘れらんねえよ
- 2015年04月04日 - 高円寺周遊フェスBOYS ON DREAM〜一生青春!!〜
- 2015年05月17日 - 柏MUSIC SUN
- 2015年08月02日 - イマフェス2015
w/Empty Black Box/ウラニーノ/ゴマアブラ/ダイナマイト☆ナオキ/森山公一
- 2015年10月31日 - 高円寺周遊型フェス「BOYS ON DREAM～一生青春!!～」略してボイドリ。Vol.2
- 2016年06月18日 - 20th2MAN vol.8
- 2016年08月07日 - イマフェス2016
w/アシガルユース/Empty Black Box/ナードマグネット/ノムライズ/BOZE STYLE/the sokai
- 2016年08月20日 - スキップカウズ presents イマフェス 2016
w/BOZE STYLE / Empty Black Box / the MADRAS / ウラニーノ / スキップカウズ / ダイナマイト☆ナオキ / ノムライズ / 大森洋平 & the smart disco / 太陽民芸 / 逆EDGE
- 2016年08月27日 - Nature Lovers 2016 ～For Tomorrow 明日へ～
- 2016年11月12日 - 高円寺一生青春音楽祭 ボイドリ2016
- 2016年12月17日 - やっと会えたね……年末の再会 「同期チューニング」

## 楽曲提供
- 秋本香苗
  - 「アキバ名物 萌え萌え音頭」作詞：今泉泰幸／作曲：遠藤肇
- (元)なんちゃらアイドル
  - 「海の家」作曲：遠藤肇
  - 「Ivory song」作曲：遠藤肇
  - 「なんちゃらアイドル旅講座」作曲：遠藤肇